# Millcreek (Utah)
Millcreek es una ciudad en el condado de Salt Lake, estado de Utah, Estados Unidos. Es parte de Millcreek Township. Según el censo de 2000, la población era de 30.377 habitantes, con un pequeño decremento respecto a 1990, cuando contaba con 32.230 habitantes.

## Geografía
Millcreek se encuentra en las coordenadas 40°41′10″N 111°51′50″O / 40.68611, -111.86389.
Según la oficina del censo de Estados Unidos, el CDP tiene una superficie total de 12,8 km². No tiene superficie cubierta de agua.
- Datos: Q1829357
- Multimedia: Millcreek, Utah / Q1829357